# Gabara undilinea
Gabara undilinea là một loài bướm đêm trong họ Erebidae.